# Koltai József
Koltai József, született Kolhanek József, (1882 – 1958) válogatott labdarúgó, fedezet.

## Pályafutása

### Klubcsapatban
1898-ban a Budapesti SC csapatában kezdte a labdarúgást csatárként. 1902-től a Ferencváros labdarúgója volt. Itt már fedezetként szerepelt. Először ezüstérmet, majd bajnoki címet szerzett a csapattal. 1904-ben átlépett a Postás csapatába, mivel a Posta alkalmazottja volt. 1905-ben második lett a Postással a bajnokságban, majd az egyesület feloszlatása után az MTK labdarúgója lett. Az 1907–08-as idényben bajnoki címet szerzett csapat tagja volt. 1908 tavaszán megsérült és abba kellett hagynia az aktív sportolást.
1955-ben betegsége miatt nem vehetett részt a 100. magyar-osztrák mérkőzésen, mint az első válogatott csapat akkor még élő tagja.

### A válogatottban
1902 és 1906 között négy alkalommal szerepelt a válogatottban.

## Sikerei, díjai
- Magyar bajnokság
  - bajnok: 1903, 1907–08
  - 2.: 1902, 1905

## Statisztika

### Mérkőzései a válogatottban
| Magyarország | Magyarország      | Magyarország               | Magyarország | Magyarország | Magyarország | Magyarország | Magyarország | Magyarország |
| #            | Dátum             | Helyszín                   | Hazai        | Eredmény     | Vendég       | Kiírás       | Gólok        | Esemény      |
| ------------ | ----------------- | -------------------------- | ------------ | ------------ | ------------ | ------------ | ------------ | ------------ |
| 1.           | 1902. október 12. | Bécs, WAC-pálya            | Ausztria     | 5 – 0        | Magyarország | barátságos   | -            |              |
| 2.           | 1903. április 5.  | Budapest, Millenáris-pálya | Magyarország | 2 – 1        | Csehország   | barátságos   | -            |              |
| 3.           | 1905. április 9.  | Budapest, Millenáris-pálya | Magyarország | 0 – 0        | Ausztria     | barátságos   | -            |              |
| 4.           | 1906. április 1.  | Budapest, Millenáris-pálya | Magyarország | 1 – 1        | Csehország   | barátságos   | -            |              |
|              | Összesen          |                            |              | 4            | mérkőzés     |              | 0            | gól          |